# Circ romà

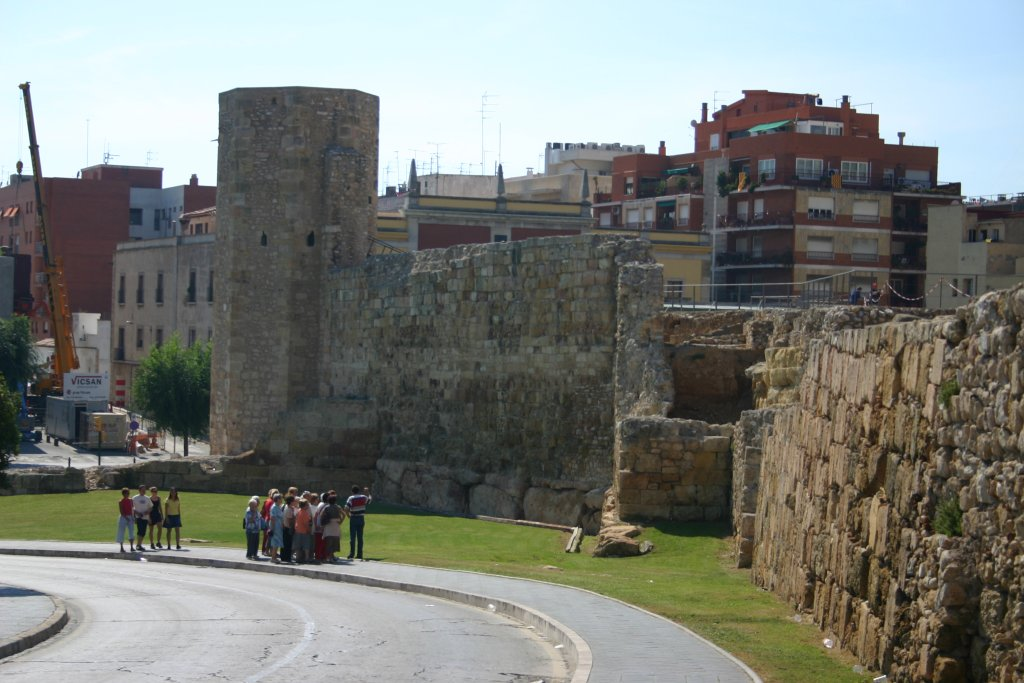
Ruïnes del circ romà de Tarragona

El circ romà (circus en llatí) era un edifici d'oci romà que servia per a fer curses de quadrigues(no s'hi feien lluites de gladiadors, que es celebraven a l'amfiteatre)
Era un edifici rectangular amb un costat curt semicircular. Al centre es construïa una balustrada que dividia l'edifici pel centre (spina). Les grades estaven recolzades en una estructura feta amb arcades. A l'Spina hi podia haver de tot, temples, obeliscs, estàtues de dofins (per comptar les voltes)→ símbol del déu Neptú, déu del mar i protector dels cavalls. Les voltes també es podien comptar amb ous, símbol dels dioscurs Càstor i Pòl·lux.A cada extrem de l'Spina hi havia les metae, pilars o fites que assenyalaven el punt on havien de girar els carros.. Al davant d'unes de les metae es trobaven les carceres.
S'hi celebraven els anomenats Jocs circenses (Ludi circenses).

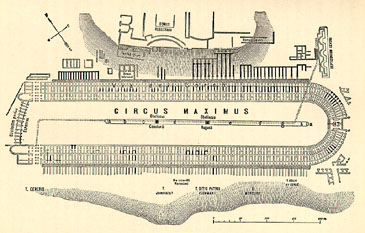
Plànol del Circus Maximus fet per Samual Platner al 1911

El primer circ fou creat per Tarquini Prisc després de la conquesta d'Apiolae als llatins. El lloc on es van celebrar les festes fou envoltat de plataformes temporals pels patres i equites, i l'interior fou anomenat circ, bé perquè era rodó o perquè les carreres es feien en cercle. Abans de la mort de Tarquini un edifici permanent fou construït per aquest tipus de celebracions i fou anomenat Circ Màxim per distingir-lo d'altres edificis similars més reduïts (segle vi aC). En un principi estava construït en fusta, però al segle ii aC es va fer de pedra.